# Grün-Weiß-Weg
Der Grün-Weiß-Weg ist ein 133 km langer Wanderweg in Ostbayern. Er stellt einen Abschnitt der Ostlinie des Main-Donau-Weges dar.

## Orte auf dem Weg
Armesberg – Waldeck – Kuschberg – Hessenreuth – Glashütte – Parkstein – Steinfels – Rödlas bei Massenricht – Kindlas – Schnaittenbach – Kulm – Nabburg – Wölsenberg – Neunburg vorm Wald – Kröblitz – Thanstein – Schwarzenburg – Rötz